# Tonbridge and Malling

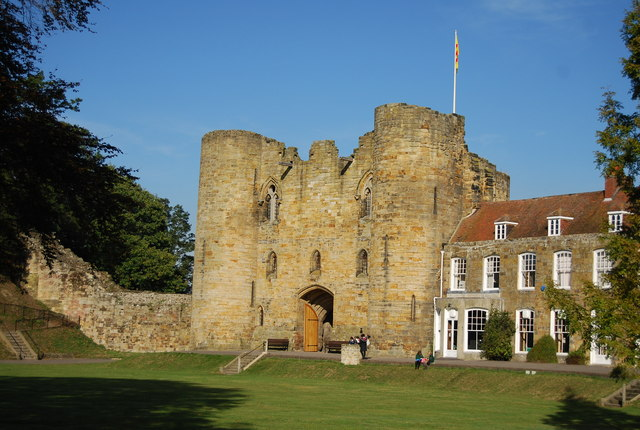
Zamek Tonbridge

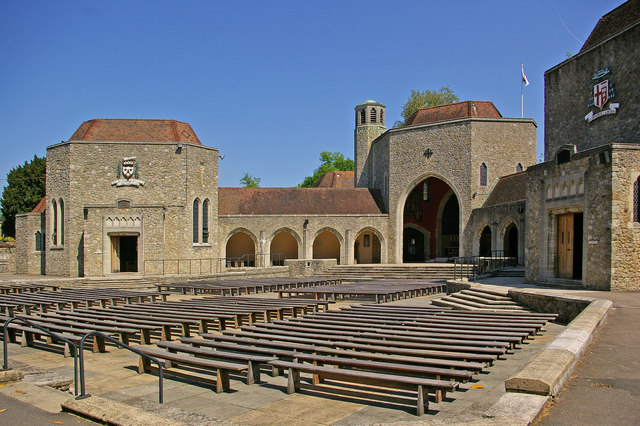
Klasztor w Aylesford założony w XIV wieku

Tonbridge and Malling District - dystrykt w Anglii, w zachodniej części hrabstwa Kent. Centrum administracyjne dystryktu znajduje się w West Malling.
Dystrykt ma powierzchnię 240,1 km², od północy graniczy z dystryktami Gravesham i Medway, od zachodu z dystryktem Sevenoaks, od południa z dystryktem Tunbridge Wells, zaś od  wschodu z dystryktem Maidstone w hrabstwie Kent. Zamieszkuje go  120 805 osób.
Na terenie dystryktu znajduje się zamek Tonbridge. Ponadto w Tonbridge mieści się jeden z kampusów University of Kent.

## Podział administracyjny
Dystrykt obejmuje miasta Snodland, Tonbridge oraz 26 civil parish:
| - Addington - Aylesford - Borough Green - Birling - Burham - Ditton - East Malling - East Peckham - Hadlow - Hildenborough - Ightham - Kings Hill - Leybourne | - Mereworth - Offham - Platt - Plaxtol - Ryarsh - Shipbourne - Stansted - Trottiscliffe - Wateringbury - West Malling - Wouldham - West Peckham - Wrotham |

Dystrykt dzieli się na 26 okręgów wyborczych:
| - Aylesford - Blue Bell Hill and Walderslade - Borough Green and LongMill - Burham, Eccles and Wouldham - Cage Green - Castle - Ditton - Downs - East Malling - East Peckham and Golden Green - Hadlow, Mereworth andWest Peckham - Higham - Hildenborough | - Ightham - Judd - Kings Hill - Larkfield North - Larkfield South - Medway - Snodland East - Snodland West - Trench - Vauxhall - Wateringbury - West Malling and Leybourne - Wrotham |

## Demografia
W 2011 roku dystrykt Tonbridge and Malling miał 120 805 mieszkańców. Zgodnie ze spisem powszechnym z 2011 roku dystrykt zamieszkiwało 379 osób urodzonych w Polsce.
Podział mieszkańców według grup etnicznych na podstawie spisu powszechnego z 2011 roku:
| - Biali Brytyjczycy: 111 662 (92,4%) - Biali Irlandczycy: 760 (0,6%) - Podróżnicy irlandzcy: 350 (0,3%) - Pozostali biali: 3 100 (2,6%) - Mieszani Karaibowie: 474 (0,4%) - Mieszani Afrykanie: 199 (0,2%) - Mieszani Azjaci: 667 (0,6%) - Pozostali mieszani: 337 (0,3%) - Hindusi: 755 (0,6%) | - Pakistańczycy: 165 (0,1%) - Banglijczycy: 236 (0,2%) - Chińczycy: 496 (0,4%) - Pozostali Azjaci: 779 (0,6%) - Czarni Afrykanie: 222 (0,2%) - Czarni Karaibowie: 143 (0,1%) - Pozostali czarni: 56 (0%) - Arabowie: 130 (0,1%) - Pozostałe grupy etniczne: 274 (0,2%) |

Podział mieszkańców według wyznania na podstawie spisu powszechnego z 2011 roku:
- Chrześcijaństwo -  63,7%
- Islam – 0,6%
- Hinduizm – 0,4%
- Judaizm – 0,1%
- Buddyzm – 0,4%
- Sikhizm – 0,1%
- Pozostałe religie – 0,3%
- Bez religii – 27,3%
- Nie podana religia – 7,0%

## Transport i komunikacja

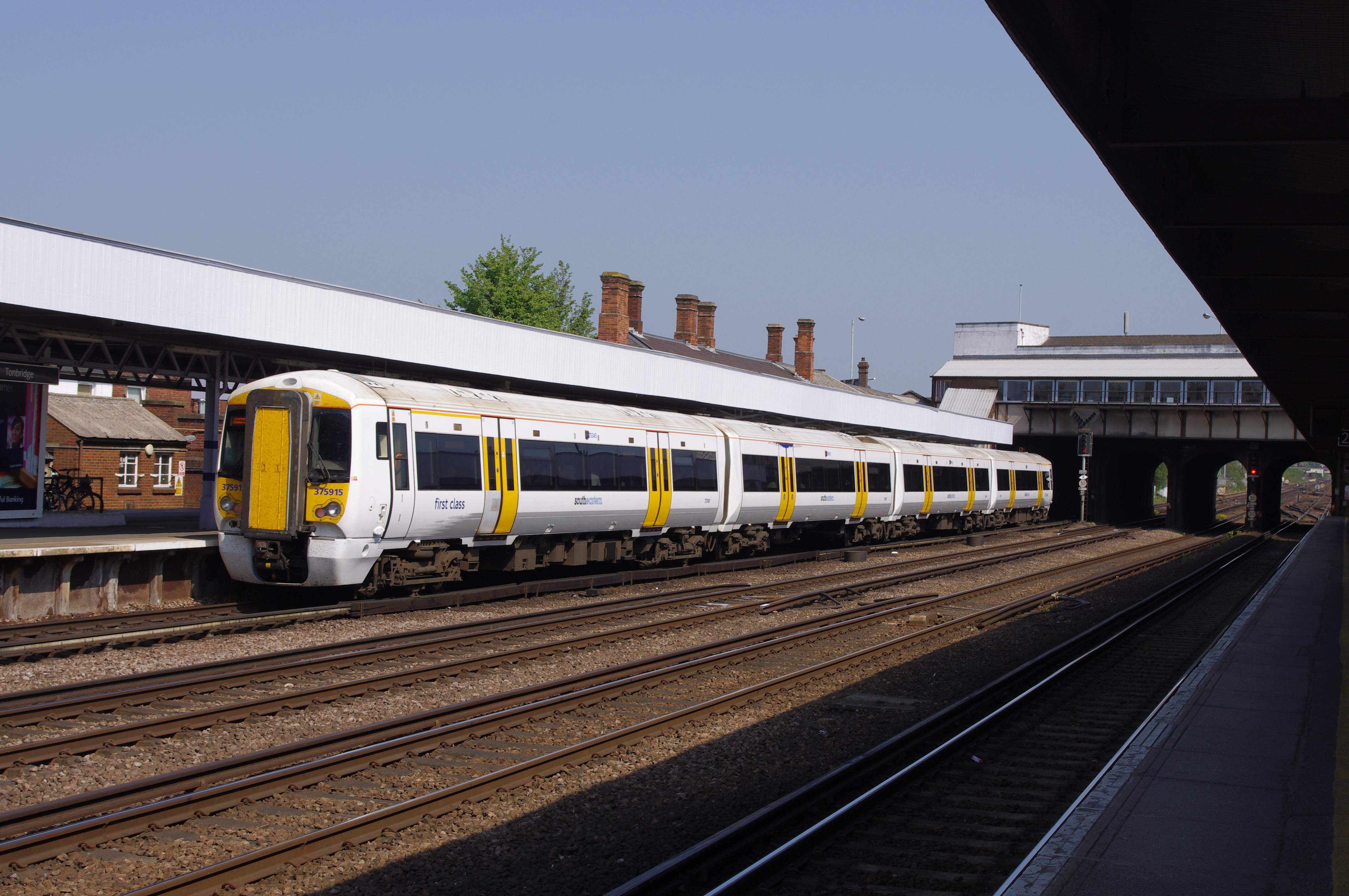
stacja kolejowa Tonbridge

Na terenie dystryktu znajdują się następujące stacje kolejowe:
- Aylesford
- Barning
- Borough Green & Wrotham
- East Malling
- Hildenborough
- New Hythe
- Snodland
- Tonbridge
- West Malling

Przez dystrykt przechodzą autostrady M2, M20 i M26 a także drogi A20 i A21 łączące odpowiednio Dover i Hastings z centrum Londynu.

## Inne miejscowości
Addington, Aylesford, Beltring, Birling, Blue Bell Hill, Borough Green, Branbridges, Burham, Ditton, East Peckham, Eccles, Hildenborough, Ightham, Kings Hill, Leybourne, Mereworth, Offham, Platt, Ryarsh, Shipbourne, Stansted, Trottiscliffe, Tudeley, Wateringbury, West Peckham, Wouldham, Wrotham, Wrotham Heath.